# グアイレ川

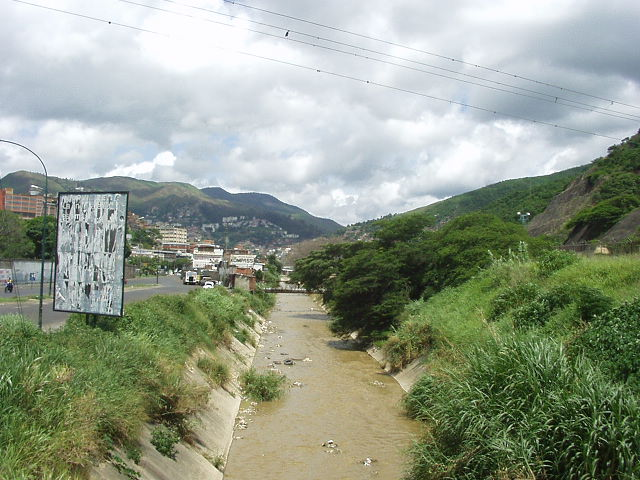
カラカス南西部 (2004年6月)

グアイレ川（グアイレかわ、Río Guaire）は、ベネズエラのカラカス盆地を東から西に向かって流れる川で、トゥイ川の支流である。全長72km。そのうち53kmがカラカスを流れる。

## 地理
マカラオ川とサンペドロ川が合流した地点から下流をグアイレ川と呼ぶ。カラカス盆地に南西から入り北東に流れ、旧市街中心の手前で向きを東に転じる。そのまま西から東に盆地を貫流してから、ふたたび山に入って東南方向に流れながら蛇行する。山地を抜けるとやがてトゥイ川に合流する。

## 治水
カラカス盆地では川筋が直線化し、コンクリートで護岸がなされている。しかし河川敷はなく、堤防もない。大雨のときにはしばしば溢れて付近の住宅に被害をもたらす。

## 環境
グアイレ川はベネズエラでもっとも汚れた川である。工業用水の80%は処理されているが、生活排水のほとんどが処理されずに流れこんでいる。場所によっては川にゴミが投げ込まれ、岸に大量に滞留している。

## 利水
カラカス市は用水を地元のグアイレ川ではなく、グアリコ川上流とトゥイ川の他の支流にあるダム湖にあおいでいる。

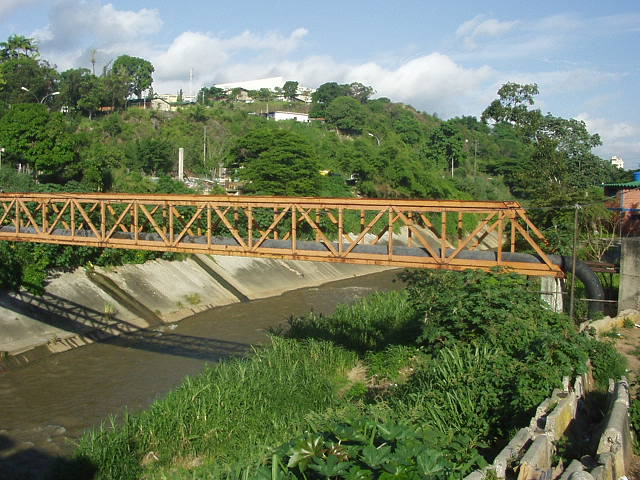
盆地の東端 (2004年6月)

## 支流
- マカラオ川 (Río Macarao)
- サンペドロ川 (Río San Pedro)
- カリクアオ沢 (Quebrada Caricuao)
- カロアタ川（Río Caroata)
- カトゥチェ川 (Río Catuche)
- アナウコ川 (Río Anauco)
- カノアス沢 (Quebrada Canoas)
- マリペレス沢 (Quebrada Mariperez)
- エルバジェ川 (Río El Valle)
- チャカイト沢 (Quebrada Chaca'ito)
- バルタ沢 (Quebrada de Baruta)
- キンテオ沢 (Quebrada Quinteo)
- パハリトス沢 (Quebrada Pajaritos)
- セブカン沢 (Qubrada Sebucan)
- トコメ川 (Río Tocome)
- カウリマレ川 (Río Cuarimare)
- ラグアイリタ沢 (Quebrada La Guairita)
- スアピテ川 (Río Suapite)

## 参考資料
- 国立科学博物館（カラカス）展示資料